# NGC 2449
NGC 2449 في الفهرس العام الجديد، هي مجرة، تقع في كوكبة التوأمان. اكتشفت في 18 يناير 1874 بواسطة إدوارد ستيفان.

## روابط خارجية
- NGC 2449 على موقع ويكي سكاي: DSS2, SDSS, GALEX, IRAS, Hydrogen α, X-Ray, Astrophoto, Sky Map, Articles and images